# Blaps peyerimhoffi
Blaps peyerimhoffi – gatunek chrząszcza z rodziny czarnuchowatych i podrodziny Tenebrioninae.
Gatunek ten został opisany w 1945 lub 1944 roku przez Kocha. Wraz z B. pauliani i B. megalatlantica tworzy klad, określony w 2011 roku przez Condamine i współpracowników jako grupa gatunków B. peyerimhoffi. Według wyników badań z 2011 roku gatunek ten zajmuje pozycję bazalną w grupie, jednak badania z 2013 roku wskazują, że jest on taksonem siostrzanym dla B. megalatlantica, a linie ewolucyjne tych gatunków rozeszły się w pliocenie.
Chrząszcz ten jest endemitem Maroka. Cała grupa gatunków B. peyerimhoffi ograniczona jest w występowaniu do Atlasu Średniego i Wysokiego.